# Тиссин, Андрей Петрович
Андре́й Петро́вич Ти́ссин (5 июля 1975, ст. Роговская, Краснодарский край — 1 марта 2008) — российский гребец на байдарках, чемпион мира и трёхкратный чемпион Европы в четвёрках, участник Олимпийских игр 1996 года, заслуженный мастер спорта России.
Окончил Кубанскую государственную академию физической культуры (КГАФК).
Андрей Тиссин был чемпионом мира в 2001 году в Познани и чемпионом Европы в 1999 и 2001 годах. После завершения карьеры стал тренировать сборную России, готовил спортсменов к Олимпиаде Пекине.
Погиб 1 марта 2008 года: сопровождая байдарки, он упал с катера и утонул, возможно, ударившись головой или попав под винт. Тело было найдено лишь 8 марта.